# Section de la Maison-Commune
La section de la Maison-Commune était, sous la Révolution française, une section révolutionnaire parisienne.

## Représentants
Elle était représentée à la Commune de Paris par :
- Edmé Marguerite Lauvin, né à Vézelay (Yonne en 1734 ou 1735 demeurant 23 rue Geoffroy-Lasnier. Avocat au parlement de Paris sous le nom de Lauvin de Montplaisir, il devient commissaire national du tribunal central des directeurs du jury d'accusation. Il est guillotiné le 11 thermidor an II (29 juillet 1794),
- Jean Marie Quenet, né à Lyon en 1749 ou 1753, marchand de bois demeurant 18 rue de la Mortellerie. Il est guillotiné le 10 thermidor an II (28 juillet 1794).
- Jean Guillaume François Vaucanu, né en 1757 à Saint-Germain-de-Montgommery 1747, marchand mercier demeurant rue du Monceau. Il est guillotiné le 11 thermidor an II.

## Historique
Cette section qui se nomma tout d’abord « section de l’Hôtel de Ville », devint en août 1792 « section de la Maison-Commune ». Au lendemain du 9 thermidor an II, pour effacer toute allusion à l'insurrection de l’Hôtel de Ville, elle prit le nom de « section de la Fidélité ».

## Territoire
Secteur de l’Hôtel de Ville.

## Limites
La rue des Nonaindières à gauche, du pont Marie à la rue Saint-Antoine : la rue Saint-Antoine à gauche, jusqu’à la rue de la Tixéranderie : la rue de la Tixéranderie à gauche jusqu’à la rue du Mouton : la rue du Mouton à gauche, et la place de Grève à gauche jusqu’à la rivière : le bord de la rivière depuis la Grève jusqu’au Pont-Marie.

## Intérieur
Les rues de Jouy, de la Mortellerie, quai des Ormes, le Port au Blé, les rues du Martroi, de la Levrette, de Long-Pont, des Barres, Grenier-sur-l'Eau, Geoffroy-l'Asnier, du Pourtour, du Monceau, du Pet-au-Diable, de l'Hôtel-de-Ville, etc., et généralement tous les rues, culs-de-sac, places, etc., enclavés dans cette limite.

## Local
La section de la Maison-Commune se réunissait dans l’église Saint-Gervais-Saint-Protais, située derrière l'Hôtel de Ville, entre la place Saint-Gervais et la rue des Barres.

## Population
12 230 habitants, dont 4 260 économiquement faibles. La section comprenait 1 700 citoyens actifs.

## 9 Thermidor an II
Lors de la chute de Robespierre, le 9 thermidor an II (27 juillet 1794), la section de la Maison-Commune soutint la Convention nationale, mais ses trois représentants à la Commune de Paris prêtèrent serment à la Commune de Paris et furent guillotinés les 10 et 11 thermidor an II (29 juillet 1794).
Rapport d’Edme-Bonaventure Courtois :

« Parmi les papiers qui concernent la section de la Fidélité (Maison-Commune), j’ai trouvé plusieurs pièces intéressantes : le procès-verbal concernant la chute de Robespierre jeune (Augustin-Bon-Joseph Robespierre) du haut de la commune, d’où il s’était précipité, que j’ai placé au n° XXXVIII des pièces justificatives ; des consignes du maire de Paris, des arrêtés de Bercy (commune de Bercy), des lettres du comité d’exécution, et des ordres de François Hanriot. J’ai cru devoir consigné [sic] ici ces pièces. »

## Évolution
Après le regroupement par quatre des sections révolutionnaires par la loi du 19 vendémiaire an IV (11 octobre 1795) qui porte création de 12 arrondissements, la présente section est maintenue comme subdivision administrative, puis devient, par arrêté préfectoral du 10 mai 1811, le quartier de l'Hôtel de Ville (9e arrondissement de Paris).

## Galerie

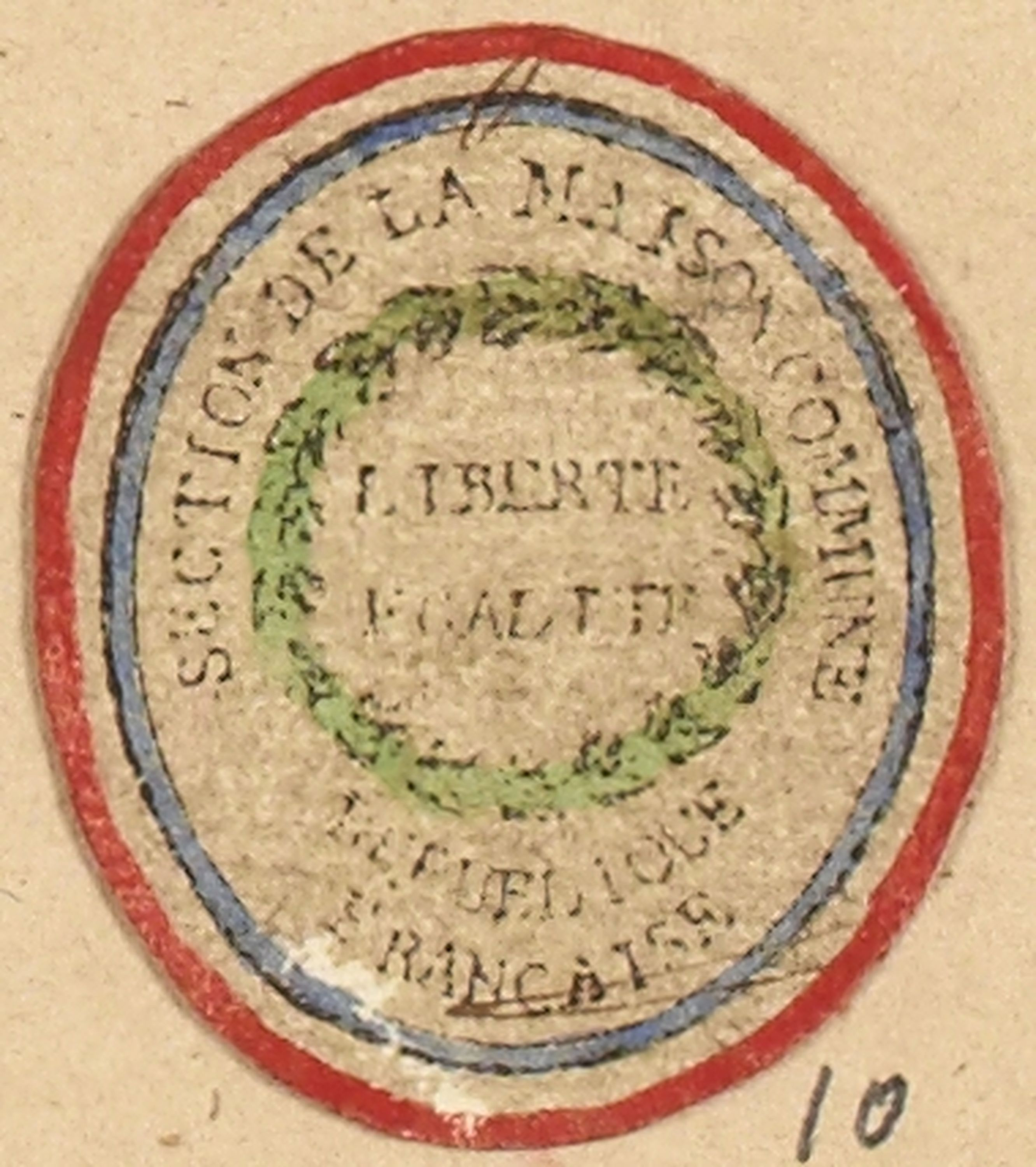
Jeton de la section de la Maison-Commune.
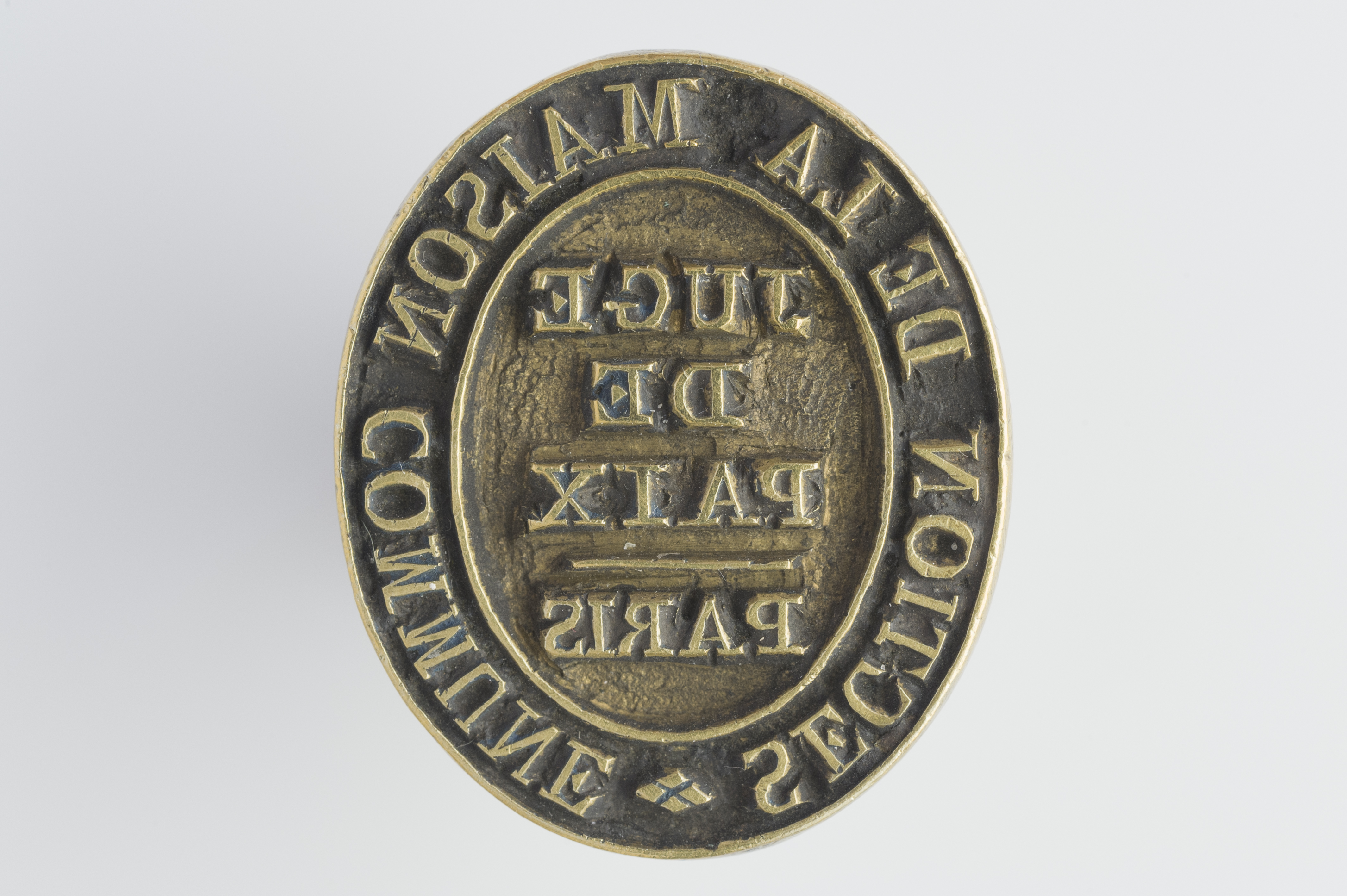
Sceau du juge de paix de la section de la Maison-Commune.